# 南アフリカ大学
南アフリカ大学（みなみアフリカだいがく、英語: University of South Africa、略称：UNISA）は、南アフリカ共和国最大の大学システム。数多くのカレッジや施設を有し、130カ国から訪れた合計40万人以上の学生が学んでいる。世界有数かつアフリカ唯一の大規模大学（メガ・ユニバーシティ）である。
職業教育と学術教育の両方を担当し、数多くの学生を社会に輩出してきた。第8代大統領のネルソン・マンデラや聖公会司祭のデズモンド・ツツも同大学の課程を履修していた。

## 歴史
1873年に喜望峰大学（University of the Cape of Good Hope）として設立された当初はオックスフォード、ケンブリッジ両大学の試験機関として機能していた。その後1916年に現名称の南アフリカ大学に改名し、1つの大学として独立した。なお、同じ法律によってステレンボッシュ大学、ケープタウン大学も設立されている。南アフリカ大学はプレトリアに拠点を置き、国内各地にカレッジを設置する大学システムとして運営され、後に複数のカレッジが独立を果たしている。かつてUNISAの傘下にあったユニバーシティ・カレッジには、グレイ・ユニバーシティ・カレッジ（ブルームフォンテーン）、ユグノー・ユニバーシティ・カレッジ（ウェリントン）、ナタル・ユニバーシティ・カレッジ（ピーターマリッツバーグ）、ローズ・ユニバーシティ・カレッジ（グラハムズタウン）、トランスヴァール・ユニバーシティ・カレッジ（プレトリア）、サウス・アフリカン・スクール・オブ・マインズ・アンド・テクノロジー（ヨハネスブルグ）などがある。1946年からは遠隔教育を提供するようになり、現在では博士課程までの学位課程を提供している。1959年の法改正により、ズールーランド大学、西ケープ大学、ノース大学、ダーバン＝ウェストヴィル大学、フォートヘア大学の「黒人大学」5校がUNISAの傘下に入った。
2004年に南アフリカ・テクニコン、ヴィスタ大学の遠隔教育部門が統合された。

## キャンパス
プレトリアにあるマックレヌーク・キャンパスは、街の主要なランドマークの1つとして認識されている。大学が現在地に移転したのは1972年で、それ以前はプレトリア中心部にキャンパスがあった。キャンパス内の建物は建築家のブライアン・サンドロックが設計し、1960年代の国際的な設計スタイルが反映されている。
プレトリアにはもう1つサニーサイド・キャンパスがあり、こちらは課外活動などの拠点として利用されている。ヨハネスブルグにあるフロリダ・キャンパスは農業・環境科学カレッジ全体と理学・工学・技術カレッジの一部が利用しており、建物12棟に図書館、講堂が2つ設置されている。さらには園芸センターと多目的研究・訓練施設が設置され、学際研究などに利用されている。
南アフリカ全土に合計7つの地区センターが設置され、学生を受け入れている。
- 東ケープ州
- ハウテン州
- クワズール・ナタール州
- リンポポ州
- ミッドランズ
- ムプマランガ州
- 西ケープ州

## 学生・職員
2013年に登録されていた学生数は留学生を含め355,240人。そのうち324,607人（91.4%）が国内生である。カレッジの中で最も多く学生を抱えているのは経済・経営学カレッジ（CEMS）で、全体の26.7%を占める94,572人が所属している。
2013年時点での教職員数は5,575人。女性3,261人（55.7%）に対して男性2,593人（44.3%）となっている。

## 組織
- 会計学カレッジ
- 農学・環境科学カレッジ
- 教育学カレッジ
- 経済・経営科学カレッジ
- 大学院
- 人間科学カレッジ
- 法学カレッジ
- 理学・工学・技術カレッジ
- ビジネススクール

## 主な卒業生
- ネルソン・マンデラ：第8代大統領、ノーベル平和賞受賞
- シリル・ラマポーザ：第12代大統領
- デズモンド・ムピロ・ツツ：ケープタウン大主教、ノーベル平和賞受賞
- デイヴィッド・マブザ：第8代副大統領